# Crystal Caves
Crystal Caves è un videogioco a piattaforme per MS-DOS, inizialmente sviluppato da Micro F/X, pubblicato e terminato da Apogee Software nel 1991. Con il medesimo motore grafico, verrà realizzato un anno più tardi Secret Agent.

## Trama
Mylo Steamwitz, minatore e venditore spaziale, è deciso a diventare ricco. Sempre alla ricerca di affari redditizi con la sua navetta, il Millennium Kiwi, e bisognoso di contanti da investire in un allevamento di Twibble, parte per il sistema Altariano per esplorare le sue miniere, pericolose ma ricche di cristalli preziosi.

## Modalità di gioco
Come la maggior parte dei titoli Apogee, Crystal Caves è diviso in tre episodi:
- The Trouble with Twibbles (riferimento all'episodio della serie classica di Star Trek, The Trouble with Tribbles, in italiano Animaletti pericolosi)
- Slugging It Out
- Mylo Versus the Supernova

Il primo, The Trouble with Twibbles, è shareware, gli altri due sono commerciali. Ogni episodio è composto da 15 livelli, più uno di selezione degli stessi, che non devono essere affrontati in un ordine particolare. Scopo di ognuno di essi è raccogliere tutti i cristalli, evitando di essere uccisi (si può essere colpiti tre volte). L'arma a nostra disposizione è un lanciarazzi, dotato di munizioni limitate. Non esistono chiavi, le porte sono aperte attivando delle leve, dai differenti colori. Esistono svariati power-up; in particolare, uno può invertire temporaneamente la gravità del livello, con il risultato di far arrivare il personaggio in zone altrimenti impossibili da raggiungere. Occorre inoltre fare attenzione al generatore di aria del livello, che, se colpito, fa letteralmente esplodere Mylo.

## Patch
Il 24 ottobre del 2005, Apogee ha distribuito una patch per il gioco, per correggere un possibile bug riguardante la data di sistema; tra la patch e la distribuzione del gioco sono passati 14 anni e un giorno.

## Crystal Caves HD
Il 15 ottobre 2020 lo studio indie Emberheart Games (dello sviluppatore sloveno Primož Vovk) ha pubblicato una versione rimasterizzata del gioco, che ripropone i tre episodi originali in alta risoluzione (abbandonando inoltre l'originale palette EGA), un quarto episodio inedito intitolato The Final Frontier (che introduce nuovi mostri e nuovi biomi), una nuova colonna sonora e un editor per la creazione di livelli.
Crystal Caves HD è stato pubblicato sulle piattaforme Steam e GOG, entrambe le quali prevedono achievement legati ai progressi di gioco.